# Trượt tuyết nhảy xa tại Thế vận hội Mùa đông 2018 - Vòng loại
Dưới đây là các quy tắc xét tư cách và cách thức phân bổ số suất của môn trượt tuyết nhảy xa tại Thế vận hội Mùa đông 2018.

## Quy tắc

### Suất của chủ nhà
Chủ nhà Hàn Quốc được cử ít nhất một nam và một nữ nếu họ đáp ứng các tiêu chuẩn tối thiểu. Họ cũng phải có ít nhất 1 điểm tại World Cup hoặc Grand Prix, hoặc 1 điểm tại Continental Cup trong thời gian vòng loại diễn ra.

### Các suất
Các suất được phân bổ dựa trên danh sách đặc biệt dựa trên bảng xếp hạng World Cup và Continental Cup mùa giải 2016-17 và 2017-18 với nhau. Các suất sẽ được dành cho các vận động viên từ thứ hạng cao xuống thứ hạng thấp trên danh sách cho tới khi đủ 60 nam và 35 nữ (tính cả suất của chủ nhà). Khi một quốc gia đạt tối đa 5 nam hoặc 4 nữ, các vận động viên của nước đó còn lại trong danh sách sẽ không được tính nữa. Sau khi hết 60 nam và 35 nữ, nếu có ít hơn 12 quốc gia có ít nhất 4 nữ, quốc gia tiếp theo có ba suất sẽ được thêm 1 suất. Việc này sẽ tiếp tục tới khi có đủ 12 nước có 4 vận động viên. Các suất còn lại (nếu có) sẽ được trao cho quốc gia chưa có vận động viên (tối đa 1 suất 1 nước) cho tới khi đủ 65 suất của nam.

## Phân bổ suất
Tính tới 25 tháng 1 năm 2018.
| Quốc gia                     | Vận động viên | Vận động viên | Vận động viên | Tổng |
| Quốc gia                     | Nam           | Nữ            | Đồng đội nam  | Tổng |
| ---------------------------- | ------------- | ------------- | ------------- | ---- |
| Áo                           | 5             | 3             | X             | 8    |
| Bulgaria                     | 1             |               |               | 1    |
| Canada                       | 1             | 1             |               | 2    |
| Trung Quốc                   |               | 1             |               | 1    |
| Cộng hòa Séc                 | 5             |               | X             | 5    |
| Estonia                      | 3             |               |               | 3    |
| Phần Lan                     | 5             | 1             | X             | 6    |
| Pháp                         | 2             | 2             |               | 4    |
| Đức                          | 5             | 4             | X             | 9    |
| Ý                            | 41            | 4             | X             | 8    |
| Nhật Bản                     | 5             | 4             | X             | 9    |
| Kazakhstan                   | 1             |               |               | 1    |
| Na Uy                        | 5             | 2             | X             | 7    |
| Ba Lan                       | 5             |               | X             | 5    |
| România                      |               | 1             |               | 1    |
| Vận động viên Olympic từ Nga | 5 4           | 4             | X             | 8    |
| Slovenia                     | 5             | 4             | X             | 9    |
| Hàn Quốc                     | 42            | 12            | X             | 5    |
| Thụy Sĩ                      | 4 2           |               |               | 2    |
| Thổ Nhĩ Kỳ                   | 1             |               |               | 1    |
| Hoa Kỳ                       | 41            | 3             | X             | 7    |
| Tổng: 21 nước                | 67            | 35            | 12            | 102  |

1. ^  Ý và Mỹ được trao 1 suất cho nội dung đồng đội nam.
2. ^  Chủ nhà được trao 1 suất của nam và 1 của nữ. Có thêm 2 vận động viên chủ nhà nữa được tham gia thi đấu.[2][3]